# Radovci
Radovci (em cirílico: Радовци) é uma vila da Sérvia localizada no município de Požega, pertencente ao distrito de Zlatibor, na região de Stari Vlah. A sua população era de 414 habitantes segundo o censo de 2011.

## Demografia
| 1948 | 1953 | 1961 | 1971 | 1981 | 1991 | 2002 | 2011 |
| ---- | ---- | ---- | ---- | ---- | ---- | ---- | ---- |
| 574  | 564  | 568  | 513  | 471  | 470  | 429  | 414  |